# Phyllocleptis
Phyllocleptis is een geslacht van kevers uit de familie bladkevers (Chrysomelidae).
De wetenschappelijke naam van het geslacht werd in 1912 gepubliceerd door Julius Weise.

## Soorten
- Phyllocleptis hirtipennis (Jacoby, 1887)
- Phyllocleptis javana (Jacoby, 1886)
- Phyllocleptis jucunda Weise, 1912
- Phyllocleptis marginata (Jacoby, 1887)
- Phyllocleptis nigripennis (Jacoby, 1886)
- Phyllocleptis nigripes Weise, 1912